# 시즈오카 대학
시즈오카 대학(일본어: 静岡大学, Shizuoka University)은 일본의 국립 대학이다. 대학 본부는 시즈오카현 시즈오카시 스루가 구(駿河區)에 있다.

## 연혁
시즈오카 대학은 1949년에 시즈오카 고등학교(靜岡高等學校), 시즈오카 제1 사범학교(靜岡第一師範學校), 시즈오카 제2 사범학교, 시즈오카 청년 사범학교(靜岡靑年師範學校), 하마마쓰 공업 전문학교(濱松工業專門學校)를 통합하여 설립되었다.
구 하마마쓰 공업 전문학교는 텔레비전의 개발 연구로 일본에서는 유명하였다. 지금도 공학부 캠퍼스는 하마마쓰시에 위치한다.
- 1949년 : 시즈오카 대학 발족 (학부: 문리학부, 교육학부, 공학부).
- 1951년 : 시즈오카 현립 시즈오카 농과대학(靜岡縣立靜岡農科大學)을 통합. 농학부 설치.
- 1965년 : 문리학부를 분리: 인문학부, 이학부.
- 1995년 : 정보학부 설치.

이하, 시즈오카 대학에 통합된 구 학교들의 연혁이다.
- 1922년 : 시즈오카 고등학교 설립.
- 1949년 : 시즈오카 대학 문리학부가 됨.

- 1875년 : 시즈오카현이 시즈오카 사범학교(靜岡師範學校) 설립.
- 1886년 : 시즈오카 심상 사범학교로 개칭.
- 1887년 : 시즈오카 현 심상 사범학교로 개칭.
- 1898년 : 시즈오카 현 사범학교로 개칭.
- 1906년 : 남자 사범학교와 여자 사범학교를 분리.
- 1914년 : 남자 사범학교가 시즈오카 현 시즈오카 사범학교로 개칭.
- 1943년 : 남자 사범학교를 여자 사범학교와 통합. 관립 시즈오카 제1 사범학교로 승격.
- 1949년 : 시즈오카 대학 교육학부가 됨.

- 1914년 : 하마마쓰시에 시즈오카 현 하마마쓰 사범학교(靜岡縣濱松師範學校) 설립.
- 1943년 : 관립 시즈오카 제2 사범학교로 승격.
- 1949년 : 시즈오카 대학 교육학부 하마마쓰 분교(濱松分校)가 됨.
  - 1965년, 하마마쓰 분교 폐쇄.

- 1926년 : 시즈오카 현립 농업보습학교 교원 양성소(靜岡縣立農業補習學校敎員養成所) 설립.
- 1935년 : 시즈오카 현립 청년학교 교원 양성소(靜岡縣立靑年學校敎員養成所)로 개칭.
- 1941년 : 현 시마다시로 이전.
- 1944년 : 관립 시즈오카 청년 사범학교로 승격.
- 1949년 : 시즈오카 대학 교육학부 시마다 분교(島田分校)가 됨.
  - 1955년, 시마다 분교 폐쇄.

- 1922년 : 하마마쓰 고등 공업학교(濱松高等工業學校) 설립.
  - 학과: 기계학과, 전기학과, 응용화학과.
- 1944년 : 하마마쓰 공업 전문학교로 개칭.
  - 학과: 기계과, 항공기과, 전기과, 전기통신과, 화학공업과, 연료과.
- 1945년 : 전쟁으로 인해 건물을 소실. 현 하마마쓰 캠퍼스로 이전.
- 1949년 : 시즈오카 대학 공학부가 됨.

## 캠퍼스
- 시즈오카(靜岡) 캠퍼스: 대학 본부 캠퍼스.
- 시즈오카현 시즈오카시 스루가 구(駿河區) 오야(大谷) 836.
- 하마마쓰(濱松) 캠퍼스: 공학부,정보학부 캠퍼스.
- 시즈오카 현 하마마쓰시 나카 구(中區) 조호쿠(城北) 3-5-1.

## 조직

### 학부
- 인문학부
  - 사회학과
  - 언어문화학과
  - 법학과
  - 경제학과
- 교육학부
  - 학교교육 교원양성과정
  - 평생학습과정
  - 종합과학 교육과정
  - 예술문화과정
- 정보학부
  - 정보과학과
  - 정보사회학과
  - 정보행동학과
- 이학부
  - 수학과
  - 물리과
  - 화학과
  - 생물과학과
  - 지구과학과
- 공학부
  - 기계공학과
  - 전기전자공학과
  - 물질공학과
  - 시스템 공학과
- 농학부
  - 공생 바이오사이언스 학과
  - 응용생물학과
  - 환경삼림과학과

### 대학원
- 인문사회과학 연구과 (석사 과정)
- 법무 연구과 (법과대학원)
- 교육학 연구과 (석사 과정)
- 정보학 연구과 (석사 과정)
- 이학 연구과 (석사 과정)
- 공학 연구과 (석사 과정)
- 농학 연구과 (석사 과정)
- 창조과학기술대학원 (박사 과정)
- 연합 농학 연구과 (박사 과정. 본부: 기후 대학)

### 부속기관
- 도서관
- 전자공학 연구소
- 교육학부 부속 학교 (2개 초등학교, 3개 중학교, 유치원, 특별지원학교)

## 같이 보기
- 시즈오카 현립 대학